# KTouch
KTouch é um software livre escrito para o ambiente KDE SC que oferece possibilidade de treinamento em digitação. Ele possui lições para diferentes layouts de teclado em vários idiomas. O programa também possui exercícios para aprender a usar o teclado numérico. Conforme o usuário digita, são oferecidas estatísticas de desempenho em tempo real. Se o usuário faz bem o suficiente, o KTouch o conduz para a próxima lição. O usuário também pode avançar manualmente para a próxima lição.

## Recursos

O KTouch é personalizável pelo usuário. É possível configurar o desempenho a fim de avançar para a próxima lição, adicionar novos layouts e idiomas e modificar as lições com o editor embutido, bem como criar novas lições. Há também uma janela de estatísticas que contém um histograma da velocidade de digitação em palavras por minuto ou em caracteres por minuto, e muitas outras estatísticas. A janela de estatísticas também oferece visualização do desempenho em teclas individuais. É possível saber quais as teclas que é necessário praticar mais.
O Ktouch vem instalado em várias distribuições que incluem o ambiente KDE, mas também pode ser utilizado em outros gerenciadores de janela, como o GNOME e o IceWM.